# Gynoplistia postica
Gynoplistia postica är en tvåvingeart som beskrevs av Alexander 1929. Gynoplistia postica ingår i släktet Gynoplistia och familjen småharkrankar. Inga underarter finns listade i Catalogue of Life.